# Camponotus ulvarum
Camponotus ulvarum é uma espécie de inseto do gênero Camponotus, pertencente à família Formicidae.